# Enikő Mihalik
Enikő Mihalik (Békéscsaba, 11 de mayo de 1987) es una modelo húngara que se dio a conocer por quedar en cuarto puesto en el Elite Model Look 2002 y por su trabajo con el grupo de fotógrafos neerlandeses, Inez van Lamsweerde y Vinoodh Matadin.

## Carrera

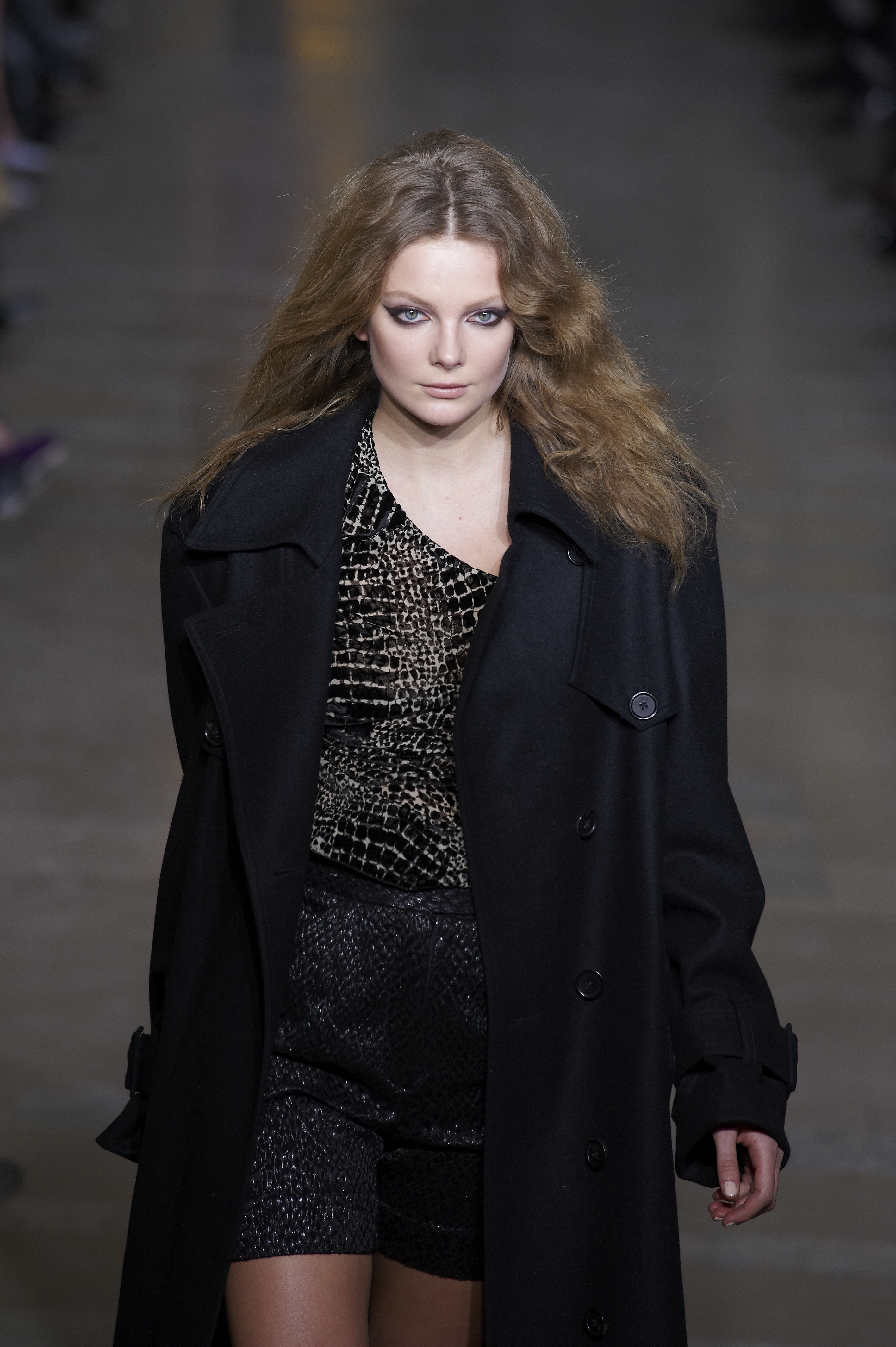
Enikő Mihalik desfilando para Jill Stuart en 2010

Mihalik nació en Békéscsaba, Hungría. Cuando era joven, sus compañeros se burlaban de su físico, diciendo que era causado por una enfermedad. Fue descubierta por una scout de Valve en un centro comercial. En 2002, se apuntó al concurso húngaro Elite Model Look y ganó.
Al ganar, fue llevada a participar a la fase siguiente del concurso, llevado a cabo en Túnez. Quedó cuarta. Su carrera empezó en la pasarela, debutando para Chanel haute couture en julio de 2006. Desfiló para varios diseñadores después de eso, pero fue en 2009 cuando alcanzó el éxito. Caminó para más de 50 diseñadores internacionales, incluyendo Shiatzy Chen, Givenchy, Blumarine, Moschino, Diane von Furstenberg, y Versace. Mihalik fue uno de los rosotros de las portadas de V magazine, otras caras fueron las de Anna Selezneva y Abbey Lee Kershaw.
Sus campañas incluyen Cesare Paciotti, Gucci, Kenzo, MaxMara, Samsonite de Viktor & Rolf y Barneys New York.
Su rostro suele verse sobre todo en portadas de revista como i-D, V, Self Service, y más recientemente en Vogue Japan y Vogue Italia Beauty.
En junio de 2013 protagonizó la portada de Elle Brasil.
Desfiló en el Victoria's Secret Fashion Show 2009 en Nueva York y en el de 2014 en Londres. Su apariencia ha sido comparada a la de la también modelo Daria Werbowy.
Fue elegida para figurar en el Calendario Pirelli 2010 siendo fotografiada por Terry Richardson en Bahia, Brasil.
Mihalik fue la Playboy Playmate del mes de diciembre de 2016.

## Vida personal
Mihalik es amiga de las modelos Iekeliene Stange y Barbara Palvin. Mantuvo una relación con el futbolista Mathias Jørgensen y el empresario Vladimir Restoin Roitfeld.
Desde 2018 sale con el publicista Dávid Korányi. En marzo de 2021 contrajeron matrimonio y anunciaron que estaban esperando su primer hijo. Su hija, Eva Rose Korányi, nació el 16 de julio de 2021.